# Diamniadio
Diamniadio is een stad in Senegal.

## Geografie
Diamniadio ligt op ongeveer 30 kilometer ten zuidwesten van de hoofdstad Dakar, en maakt deel uit van het departement Rufisque in de regio Dakar. De stad ligt op korte afstand van de nieuwe Internationale luchthaven Blaise Diagne.
Diamniadio bevindt zich aan de zuidkant van het Kaapverdische Schiereiland, bij het vruchtbare draslandgebied Zone des Niayes.

## Ontwikkeling
In 2002 werd Diamniadio als nieuwe stad gecreëerd.
In januari 2012 presenteerde de Senegalese president Macky Sall het 'Plan Sénégal Emergence' (PSE). Dit plan voorziet in een grondige hervorming en verduurzaming van de economie, om zo de levensstandaard in Senegal te verhogen. Om de hoofdstad Dakar te ontlasten zal Diamniadio in het kader van het PSE sterk worden uitgebreid. Na voltooiing van de eerste fase zal de stad ongeveer 300 duizend inwoners tellen. Dit aantal zal uiteindelijk oplopen tot ongeveer 1 miljoen.
De meerderheid van de Senegalese ministeries wordt naar Diamniadio verplaatst, en er zal een tweede presidentieel paleis worden gebouwd. Er is tevens een 'huis van de Verenigde Naties' gepland, dat plaats moet bieden aan drieduizend VN-werknemers. In Diamniadio zal ook de M'bow-Universiteit worden gevestigd, met plaats voor ongeveer 30 duizend studenten. 
In 2014 is in het centrum van de stad het internationaal congrescentrum Adou-Diouf geopend. Datzelfde jaar werd hier de vijftiende algemene vergadering van La Francophonie gehouden. In het centrum wordt tevens een groot aantal kantoorgebouwen, een bedrijvenpark voor digitale technologie, en een vijfsterrenhotel gebouwd.
In november 2017 verklaarde Cheikh Kanté, de minister verantwoordelijk voor het PSE, dat 80 procent van de bouw van de stad was voltooid.
Senegal is organisator van de Olympische Jeugdzomerspelen 2022, en een aantal onderdelen zal in Diamniadio worden afgewerkt. Hiervoor zal er een nieuw stadion worden gebouwd met een capaciteit van 50 duizend toeschouwers. Een deel van de binnensportonderdelen zal worden afgewerkt in de reeds gebouwde Dakar Arena, een sporthal met ruimte voor 15 duizend toeschouwers, en in het nog te bouwen Dakar Expo Center. Ook zullen er activiteiten plaatsvinden op het terrein van de M'bow-Universiteit. Het olympisch dorp zal ook hier worden gevestigd.
Diamniadio wordt gepland als een Smart City, een duurzame en toekomstvaste stad die mede met behulp van informatietechnologie beheerd en bestuurd wordt. Om de stad van stroom te voorzien wordt er een nieuwe zonnecentrale gebouwd, en het afval zal zoveel mogelijk gerecycled worden.

## Vervoer
Sinds 2013 is Diamniadio via een nieuw aangelegde tolweg van 32 kilometer met Dakar verbonden. De reistijd tussen beide steden bedraagt nu minder dan 20 minuten. Een nieuw aan te leggen snelweg zal Diamniadio in slechts 15 minuten verbinden met de Internationale luchthaven Blaise Diagne. Deze snelweg zal op termijn worden verlengd tot Thiès. De stad ligt tevens aan de nationale snelwegen N1 en N2, waarmee het binnenland van Senegal bereikt kan worden.
De Train Express Regional, een regionale treinverbinding die Dakar met Diamniadio verbindt, is begin 2019 geopend. In 2020 zal deze treinverbinding worden verlengd naar het internationale vliegveld.